# Sospesi nel tempo
Sospesi nel tempo (The Frighteners) è un film commedia horror del 1996 diretto da Peter Jackson; il film venne distribuito negli Stati Uniti d'America il 19 luglio 1996 e in Italia il 28 maggio 1997.

## Trama
Frank Bannister è un architetto la cui moglie Debra è morta in un incidente stradale. Frank ha abbandonato la sua professione (lasciando incompiuta la casa dei sogni che stava costruendo per se stesso e per Debra) in quanto dal giorno dell'incidente ha assunto la capacità di vedere i fantasmi, facendo amicizia con tre di loro: Cyrus, un gangster afroamericano degli anni settanta, Stuart, un secchione degli anni cinquanta e "il Giudice", un decrepito pistolero del vecchio West. Frank si guadagna da vivere mandando i fantasmi a terrorizzare la gente per poi sbarazzarsene con un falso esorcismo.
Durante una di queste operazioni, Frank conosce Ray Lynskey, un uomo ossessionato dalla ginnastica e dal benessere, e sua moglie Lucy, medico. Prima di andarsene, Frank nota un numero luminoso sulla fronte di Ray e poco tempo dopo egli muore per un inspiegato attacco cardiaco. Frank inizia a notare che una strana entità oscura simile al Cupo Mietitore sta uccidendo la gente prendendola per il cuore, e prima di farlo incide un numero sulla fronte della sua vittima; Frank si ricorda che anche Debra lo aveva. Le capacità di Frank di prevedere chi sarà ucciso insospettiscono la polizia e il paranoico agente dell'FBI Milton Dammers, il quale è convinto che Frank sia il responsabile e lo arresta quando viene incolpato della morte di Magda Rees-Jones, la caporedattrice del giornale cittadino che lo aveva diffamato per la sua professione.
Lucy, che vuole aiutare Frank, si mette a investigare sulle morti e così facendo diventa il prossimo bersaglio del Cupo Mietitore. Viene attaccata mentre visita Frank in prigione, ma entrambi riescono a scappare mentre il Cupo Mietitore viene trattenuto da Cyrus e Stuart, che vengono eliminati da esso. Per poter affrontare il Cupo Mietitore, Frank decide di diventare temporaneamente un fantasma sottoponendosi a un'esperienza ai confini della morte; si fa somministrare una dose di barbiturici da Lucy per arrestare il cuore e si mette in ipotermia chiudendosi in una cella frigorifera. Lucy viene sequestrata dall'agente Dammers (che nel Director's Cut del film rivela di essere stato una vittima di Charles Manson quando le mostra i "ricordi" incisi sul corpo lasciati dalle sue precedenti missioni).
Intanto Frank, divenuto fantasma, segue il Cupo Mietitore e al termine di un combattimento scopre che egli è il fantasma di Johnny Bartlett, l'infame portantino di un ospedale psichiatrico che trent'anni prima assassinò dodici persone per "battere Starkweather" venendo poi arrestato e giustiziato. Lucy si libera da Dammers e resuscita Frank, poi si recano a incontrare Patricia Bradley, che da adolescente fu etichettata come complice infervorata di Bartlett e che vive attualmente in libertà vigilata sotto il controllo dell'anziana madre autoritaria. Scoprono che Patricia è ancora innamorata di Bartlett e collabora con il suo fantasma uccidendo la madre e cercando di fare altrettanto con loro. Frank riesce a intrappolare il fantasma di Bartlett nell'urna delle sue ceneri e si reca nella cappella del manicomio abbandonato per mandare la sua anima all'inferno.
Patricia insegue Frank e Lucy fino alle rovine del manicomio tentando di fucilarli e a peggiorare le cose interviene Dammers, che libera Bartlett dalle sue ceneri prima di essere ucciso da Patricia. Frank scopre che il fantasma di Bartlett e Patricia sono stati i veri assassini di Debra, marchiando il numero sulla sua fronte dopo l'incidente. Rimasta senza pallottole, Patricia strangola Frank, ma egli, mentre sale in cielo, la uccide tirandole fuori il fantasma dal corpo. Bartlett cerca invano di aiutare la compagna afferrandola per il braccio. Frank li molla quando raggiunge il Paradiso, dove incontra Cyrus, Stuart e Debra, mentre Bartlett e Patricia vengono ingoiati dalla bocca dell'inferno, un'entità gigante simile a un verme, che li conduce negli inferi. Frank viene a sapere che non è ancora arrivata la sua ora. Prima di tornare nel mondo dei viventi, Debra gli chiede di essere felice.
Nel finale, Frank e Lucy (che ora è capace di vedere i fantasmi dopo le esperienze macabre che ha vissuto) si innamorano e iniziano una nuova vita, cominciando con il far demolire la vecchia casa incompiuta. Mentre pranzano nel loro giardino, Frank e Lucy vedono il fantasma di Dammers sul sedile posteriore dell'auto dello sceriffo che li fissa arrabbiato.

## Produzione
Sospesi nel tempo nasce nel 1992 da un'idea di Peter Jackson e sua moglie Fran Walsh mentre stavano ultimando la scrittura di Creature del cielo. I due, convinti del successo che potrebbe guadagnare la storia, concepiscono due pagine di sceneggiatura e la inviano a Robert Zemeckis, che opta inizialmente a utilizzare il materiale per un episodio della famosa serie televisiva I racconti della cripta.
Nel 1993, su pressione di Jackson, Zemeckis si convince a produrre un lungometraggio tratto dal breve racconto e contatta gli Universal Studios per un loro coinvolgimento nella distribuzione cinematografica e parte della produzione.
Zemeckis è però impegnato alla regia di Forrest Gump e riesce a leggere la sceneggiatura di Jackson e Walsh solo dopo l'entrata in post-produzione del primo film. Ammaliato dai temi trattati e dall'umorismo nero presente dà semaforo verde dando inizio alla pre-produzione.

### Lavorazione
La decisione di riprendere il film in Nuova Zelanda viene presa da Peter Jackson, natio del posto. Zemeckis si occupa di accordarsi con gli Universal Studios per finanziare la lavorazione nel paese oceanico, il contratto viene accettato a patto che Jackson ricrei gli ambienti tipici del Mid-West americano.
Le riprese iniziano il 14 maggio 1995 e terminano il 16 novembre seguente, il periodo di lavorazione più lungo mai approvato dagli Universal. Gli esterni si filmano nella capitale Wellington e a Lyttelton per tre settimane. Gli interni si riprendono in Australia, presso i Camperdown Studios a Camperdown.

### Camei
- Nella scena che vede Michael J. Fox uscire da un edificio prima di rischiare di finire sotto una macchina, si scontra con il regista Peter Jackson, vestito da punk.[5]
- Hiles, il severissimo fantasma a guardia del cimitero locale, è interpretato da Ronald Lee Ermey; tale personaggio richiama il sergente maggiore Hartman del film Full Metal Jacket, interpretato dallo stesso Ermey.[senza fonte]

## Accoglienza
In Italia arriva ad incassare 13 282 000₤ e 16 760 000$ negli USA, per un totale di 29 359 216$.

## Slogan promozionali
- «Dead Yet?»
- «Death is No Way to Make a Living.»
- «No Rest for the Wicked.»
- «Alla fine della vita c'è soltanto la morte?»

## Home video
Nel 1998, la Universal pubblicò una "Special Edition" in laser disc con più di quattro ore di contenuti speciali.

### Edizione italiana
Nel dicembre 2005, in concomitanza dell'uscita del film King Kong dello stesso regista, è stata distribuita una terza edizione in DVD (questa volta composta da 3 dischi) contenente, oltre ad una breve introduzione di Peter Jackson, i precedenti extra.
L'edizione in Blu-ray ha gli stessi contenuti (non sottotitolati nel nostro idioma) ma, ancora, non la celeberrima Director's Cut.